# Toyota T100
La Toyota T100 è un pick-up di fascia media prodotto dalla casa automobilistica giapponese Toyota dal 1992 1998.
Il T100 rientrava nella categoria cosiddetta "pickup full-size", ovvero quella dei pick up più grandi, andandosi a posizionare nel listino dell'azienda nipponica sopra la Hilux. La carrozzeria era a due porte, con schema meccanico a motore anteriore e trazione posteriore o integrale abbinato a un cambio meccanico a 5 marce o automatico a 4. 
Le motorizzazioni erano quattro:
- 2.7 L 3RZ-FE I4
- 3.0 L 3VZ-E V6
- 3.4 L 5VZ-FE V6
- 3.4 L 5VZ-FE supercharged V6 (TRD)

Nel 1998 venne testata una variante con motore V8 per ovviare alle critiche al riguardo di una cubatura dei motori troppo esigua alle dimensioni del veicolo, ma non fu mai messa in produzione.